# Juliaca
Juliaca è una città del Perù meridionale, nella regione di Puno, capoluogo della Provincia di San Román. Soprannominata "Ciudad de Los Vientos" ("Città dei venti") sorge a 3824 m s.l.m. su un altipiano delle Ande, immediatamente a nord-ovest del lago Titicaca.
Fondata nel 1826, è stata elevata al rango di città nel 1908. È un centro di commerci legato all'allevamento del bestiame e alla produzione di lana.  A quest'ultima si lega una grande tradizione di confezionamento di prodotti artigianali per i quali Juliaca è famosa (ponchos, calze, cappelli, ecc.).